# Silbersalze
Silbersalze sind ionische Verbindungen, in denen Silber als Kation enthalten ist. Das Silberion ist in den meisten Fällen einfach positiv geladen und weist stark oxidierende Eigenschaften auf, da sein Standardpotential 0,799 V beträgt.
Der Nachweis von Silberionen erfolgt meist durch die sehr empfindliche Fällung als Chlorid.

## Geschichte
1717 wies Johann Heinrich Schulze die Lichtempfindlichkeit der Silbersalze nach.

## Verwendung
Silberhalogenide, insbesondere Silberbromid, finden in Form kleiner Kristalle in der Analogfotografie als lichtempfindliches Material Verwendung, da sie durch Licht radiolytisch gespalten werden können, wodurch elementares Silber, der sogenannte Silberkeim frei wird. Das latente Bild entsteht. Dieser Silberkeim katalysiert bei der Entwicklung die Umwandlung des restlichen Silberbromidkristalls in elementares Silber, wodurch das Bild sichtbar wird. Ohne spezielle Sensibilisierung der Emulsion sprechen die Kristalle vor allem auf Blautöne und Ultraviolett an.
In der Medizin fanden Silbersalze, insbesondere Silbernitrat, wegen ihrer antibakteriellen Eigenschaften Verwendung. Seit der Einführung der Antibiotika ist dies jedoch weitgehend obsolet, lediglich die Anwendung als Augentropfen zur Verhinderung einer bestimmten Augenentzündung bei Neugeborenen sind sie noch üblich. Seit massivere Probleme mit Antibiotikaresistenzen auftreten, wird Silber wieder vermehrt angewandt, jedoch meist nicht mehr als Salz, sondern elementar als Metall oder Kolloid.
Kalium-Silber-Cyanid wird zum galvanischen Versilbern verwendet.

## Bedeutende Silbersalze
Wichtige Silbersalze sind Silberhalogenide. Zu diesen zählen Silber(I)-fluorid (AgF), Silberchlorid (AgCl), Silberbromid (AgBr) und Silberiodid (AgI).
Weitere wichtige Silbersalze sind Silbernitrat AgNO3, Silberfulminat (Knallsilber, AgCNO), Silberazid AgN3 und Silbersulfid Ag2S.

## Sicherheitshinweise
Silberverbindungen gelten als stark wassergefährdend und sind daher in der Wassergefährdungsklasse 3 eingeordnet. Jungforellen werden zum Beispiel nach einer Studie bereits bei äußerst geringen Silberionen-Konzentrationen von nur 0,17 µg/l in ihrer Entwicklung beeinträchtigt. Soweit die Salze löslich sind, können sie als Halogenide gefällt werden oder durch Reduktionsmittel direkt in metallisches Silber überführt werden, welches dann abgetrennt werden kann.
Aus Silber-Diammin-Komplexen ([Ag(NH3)2]+) (oder Tollens Reagenz) kann sich mit den Nitrat-Ionen hochexplosives Silbernitrid (Ag3N) bilden, sodass solche Lösungen unbedingt zu reduzieren sind.